# Râul Mocirla, Teuz
Râul Mocirla este un curs de apă, afluent al râului Sartiș. 

## Hărți
- Harta interactivă județul Arad
- Harta munții Apuseni